# Friends of Friendless Churches

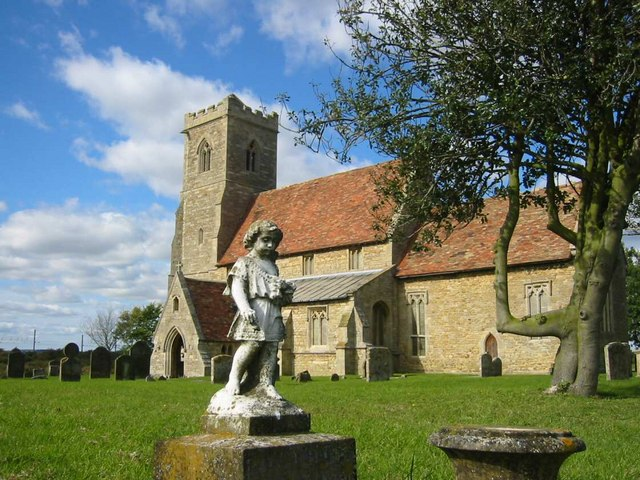
St Andrew’s Church, Woodwalton

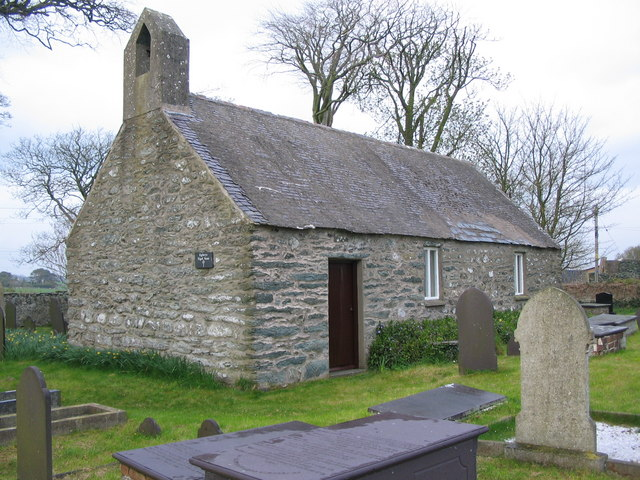
St Figael’s Church, Llanfigael

Friends of Friendless Churches ist eine gemeinnützige Organisation, die in England und Wales im Vereinigten Königreich aktiv ist und sich für den Erhalt nicht mehr genutzter historischer Kirchengebäude einsetzt, vor allem wenn diese von Abriss, Verfall und unangemessenem Umbau (Umwidmung) bedroht sind.
Im August 2010 besaß die Organisation 39 ehemalige Kirchen und Kapellen, 19 davon in England und 20 in Wales. Die meisten sind anglikanische Kirchen der Church of England oder der Church in Wales; außerdem drei private Kapellen, und die Strict and Particular Baptist Chapel in Waddesdon war eine nonkonformistische Kapelle.
Alle Kirchenbauten im Besitz der gemeinnützigen Organisation stehen auf der Statutory List of Buildings of Special Architectural or Historic Interest. Sie arbeitet eng mit der Ancient Monuments Society zusammen.

## Geschichte
Die Friends of Friendless Churches wurden 1957 von Ivor Bulmer-Thomas, einem Schriftsteller, Parlamentsabgeordneten und anglikanischen Geistlichen, gegründet. Er war auch der erste Vorsitzende, zur Geschäftsführung gehörten weitere prominente Politiker und Architekten. Ursprünglich setzte sich die Organisation nur für die Reparatur und Restaurierung von Kirchengebäuden ein. Mit der Pastoral Measure von 1968 wurde der Redundant Churches Fund (heute Churches Conservation Trust) gegründet, weswegen man dachte, die Organisation müsste nicht für den Erhalt von Kirchengebäuden eintreten.
Die Church Commissioners ließen jedoch einige Kirchenbauten niederreißen, die die Geschäftsführung der Friends für erhaltenswert gehalten hatte, etwa die Old St Matthew’s Church in Lightcliffe und St Peter’s Church in Wickham Bishops.
Daraufhin entschied sich die Organisation 1972, ihre Satzung so zu ändern, dass gefährdete Bauten durch Eigentumserwerb oder Erbpacht übernommen werden können. Der stehengebliebene Kirchturm der ansonsten abgerissenen Kirche in Lightcliffe wurde als erstes Gebäude an die Organisation übertragen.
Aus Anlass des fünfzigjährigen Bestehens wurde 2007 ein Buch mit dem Titel Saving Churches veröffentlicht, das Einzelheiten der Geschichte und Beschreibungen der Kirchen beinhaltet.
Im Jahr 2010 war der Marquess of Anglesey Direktor der Organisation, geistlicher Direktor ist Wyn Evans, Bischof von St David’s. Präsident ist Marquess of Salisbury und Vorsitzender Roger Evans.

## Finanzen
In England werden die Finanzmittel normalerweise durch private Zuwendungen und örtliche Spendenkampagnen aufgebracht, doch erhält die Organisation auch Zuschüsse von Körperschaften wie English Heritage, wie etwa im Fall der St Mary’s Church in Mundon. Bei einigen der Kirchen haben sich Ortsgruppen gebildet, so etwa die Caldecote Church Friends oder die Friends of St Andrew’s in Wood Walton. Die Organisation verwaltet außerdem zwei Stiftungsfonds, von denen der eine von Rev S. E. Cottam ins Leben gerufen wurde.
Seit 1999 ist die Organisation in Wales als das Gegenstück zum Churches Conservation Trust (der nur in England tätig ist) anerkannt und erhält folglich Zuschüsse dafür, dass sie anglikanische Kirchenbauten in ihre Obhut übernimmt. 70 Prozent dieser Mittel kommen vom Staat über Cadw, 30 Prozent steuert die Church in Wales bei.
In dem am 31. März 2009 endenden Finanzjahr hatte die Organisation Einnahmen von 1.332.882 Pfund Sterling, die zu 95,5 Prozent aus freiwilligen Zuwendungen einschließlich staatlicher Zuschüsse stammten. Ein charakteristisches Merkmal freiwilliger Zuwendungen ist es, dass der Geber keine Gegenleistung für das gegebene Geld erhält. Dazu gehören Zuschüsse der Regierung und andere gemeinnützige Quellen sowie öffentliche Schenkungen, Spenden und Erbschaften. 96,5 Prozent der Ausgaben von 715.478 Pfund Sterling wurden für Aktivitäten der Organisation ausgegeben, ganzjährig wurden zwei Angestellte beschäftigt.

## Betreute Kirchen
| Grade | Kriterium                                                                               |
| ----- | --------------------------------------------------------------------------------------- |
| I     | Bauwerke von außergewöhnlichem Interesse, manchmal auch von internationaler Wichtigkeit |
| II*   | Besonders wichtige Bauwerke von mehr als speziellem Interesse                           |
| II    | Bauwerke von nationaler Wichtigkeit und speziellem Interesse                            |

Die Aufteilung der Liste in die zwei Abschnitte für England und für Wales spiegelt die frühere Verwaltung der englischen Kirchen durch die Church of England und der walisischen Kirchen durch die Church in Wales wider, ebenso die unterschiedliche Finanzierung.

### England
| Name                               | Ort                                                                | Bild | Zeit                    | Anmerkungen | Grade |
| ---------------------------------- | ------------------------------------------------------------------ | --- | ----------------------- | --- | ----- |
| St Peter                           | Wickham Bishops, Essex 51° 46′ 11,3″ N, 0° 38′ 36,2″ O             | Eine honigfarbene Steinkirche mit rotem Ziegeldach, auf dem sich ein kleiner hölzerner Glockenstuhl befindet. | 11. Jahrhundert         | Man geht davon aus, dass diese Kirche eine Privatkapelle der Bischöfe von London war, bevor sie zu einer Pfarrkirche wurde. 1850 wurde das Bauwerk erneuert und wurde dann eine Filialkirche im Pfarrbezirk St Bartholmew. Das Bauwerk wurde jedoch vernachlässigt und 1975 als überflüssig erklärt. Es beherbergt seit 1995 das Atelier eines Künstlers. | II*   |
| St Peter                           | Llancillo, Herefordshire 51° 55′ 30″ N, 2° 55′ 23,2″ W             | | 11. bis 12. Jahrhundert | Die in abgelegener Lage an der Grenze zwischen England und Wales erbaute Kirche wurde vermutlich im 6. Jahrhundert durch einen Eremiten genutzt. Im 17. Jahrhundert wurde das Gebäude erneuert. Für öffentliche Gottesdienste wurde es im Jahr 2006 geschlossen. | II*   |
| Urishay Castle Chapel              | Urishay, Peterchurch, Herefordshire 52° 1′ 58,1″ N, 2° 59′ 17,9″ W | Eine einfache Kapelle hinter Bäumen; auf der linken Seite befinden sich Ruinen eines Schlosse | frühes 12. Jahrhundert  | Die Kapelle wurde auf der Motte der heutigen Ruine von Urishay Castle erbaut. Der Altarraum wurde im 13. Jahrhundert hinzugefügt, Änderungen an dem Bauwerk wurden im 16. und 17. Jahrhundert vorgenommen, und im 20. Jahrhundert wurde die Kirche erneuert. Sie ist seit 1978 in der Obhut der gemeinnützigen Organisation. | II*   |
| St Mary Magdalen                   | Boveney, Buckinghamshire 51° 29′ 25,1″ N, 0° 38′ 50,6″ W           | Eine Kirche aus Feuerstein mit rotem Ziegeldach und einem verschindelten Kirchturm am fernen Ende | 1150                    | Die Kirche steht am nördlichen Ufer der Themse und wurde für die Schiffer errichtet, die auf dem Fluss arbeiteten. Sie wurde 1975 für überflüssig erklärt und wird seit 1983 von den Friends unterhalten. Später stellte sich heraus, dass der Kirchturm instabil war und 200.000 Pfund wurden ausgegeben, um den Turm zu reparieren. Das Geld wurde teilweise durch Chorkonzerte im nahegelegenen Eton College gesammelt.                                                                                     | I     |
| St Leonard                         | Spernall, Warwickshire 52° 15′ 25,9″ N, 1° 52′ 29,3″ W             | Eine steinerne Kirche mit einem steilen Ziegeldach. Im Bildvordergrund ist der Altarraum mit den runden Fenstern nach Osten zu sehen, im Hintergrund befindet sich auf dem höheren Kirchenschiff ein Glockenstuhl.                     | 12. Jahrhundert         | Dieses Kirchengebäude entstand im 12. Jahrhundert und wurde im 14. und 18. Jahrhundert verändert. Mitte des 19. Jahrhunderts wurden Altarraum, Empore und Glockenstuhl hinzugefügt. 1972 wurde die Kirche überflüssig. Der Antrag zum Umbau in ein Wohnhaus wurde abgelehnt, dann wurde das Bauwerk von der Ancient Monuments Society erworben, um es vor dem Abriss zu bewahren. Eine Reihe von Instandsetzungen wurde seitdem ausgeführt und seit 1983 dient das Gebäude einem Künstler als Atelier.         | II*   |
| St John the Baptist                | Sutterby, Lincolnshire 53° 13′ 50,2″ N, 0° 4′ 28,6″ O              | Aus der Distanz gesehen hat diese schlichte Steinkirche ein Kirchenschiff, das höher ist als der Altarraum. | 12. Jahrhundert         | Diese Kirche aus dem 12. Jahrhundert wurde im 14. Jahrhundert verändert, die Empore entstand 1743. Die Kirche wurde bis 1972 genutzt und 1981 zum Baudenkmal erklärt. Umfangreiche Reparaturarbeiten wurden 2002 und 2010 durchgeführt. | II    |
| St Mary                            | Hardmead, Buckinghamshire 52° 7′ 10,6″ N, 0° 38′ 8,9″ W            | Zwischen alten Bäumen ist ein Teil der Kirche zu sehen, darunter der Turm und das Kirchenschiff mit der Sakristei und eine Veranda. | 13. Jahrhundert         | Diese Kirche wurde gebaut, um einer mittelalterlichen Siedlung zu dienen, die nicht mehr besteht. Ergänzungen wurden im 15. Jahrhundert vorgenommen. Der Umbau in ein Wohnhaus wurde nach der Außerdienststellung vorgeschlagen, doch es wurde von der gemeinnützigen Organisation erworben und wird von den Friends of Hardmead unterhalten. | I     |
| Ruinen der St Andrew’s Church      | South Huish, South Hams, Devon 50° 15′ 19,8″ N, 3° 49′ 54,5″ W     | Ruinen einer Kirche. Es stehen noch der Kirchturm, die Südmauer mit drei Fenstern und das östliche Ende. Es gibt kein Dach mehr. | 13. Jahrhundert         | Die im 13. Jahrhundert gebaute Kirche wurde im 14. und 15. Jahrhundert umgebaut, doch der Zustand des Bauwerkes verschlechterte sich danach, und 1866 galt das Bauwerk als nicht mehr reparabel. Eine neue Kirche wurde in einem nahegelegenen Dorf erbaut und die Inneneinrichtung dorthin gebracht. Die Organisation hat Maßnahmen ergriffen, um den weiteren Verfall der Ruine zu verlangsamen. Jedes Jahr findet an der Stätte der Ruine ein Gottesdienst statt.                                           | II*   |
| St Andrew                          | Woodwalton, Cambridgeshire 52° 25′ 26,8″ N, 0° 13′ 25,3″ W         | Eine steinerne Kirche mit roten Dachziegeln ist schräg von der Seite zu sehen. Ein Kirchturm steht links, im Vordergrund befindet sich die Statue eines Kindes.                                                                        | 13. Jahrhundert         | In den Jahrhunderten nach der Erbauung wurde diese Kirche mehrfach verändert und ergänzt. Aufgrund ihrer isolierten Lage litt sie unter Diebstahl und Plünderung und war, nachdem sie für überflüssig erklärt wurde, Gegenstand von Vandalismus. Außerdem bewegen sich die Fundamente, sodass sich die Teile der Kirche in einem unterschiedlichen Tempo setzen. Die Kirche wurde auf die Liste der gefährdeten Baudenkmäler gesetzt, und es wurden Anträge auf Zuschüsse für ihre Erhaltung eingereicht.      | II*   |
| St Mary                            | Mundon, Essex 51° 41′ 28,3″ N, 0° 43′ 5,5″ O                       | Das Ende einer Kirche zwischen Bäumen; das Erdgeschoss ist aus Holzfachwerk, der Turm darüber ist verschindelt. Auf der linken Seite sind Teile des steinernen Kirchenschiffs zu sehen. Die Dächer sind mit roten Dachziegeln gedeckt. | 14. Jahrhundert         | Die Kirche ist aus verschiedenen Materialien gebaut; das Kirchenschiff ist aus Stein, der Altarraum aus Backsteinen gemauert und die Seitenschiffe auf den Seiten des Turmes bestehen aus Holzfachwerk. Der Glockenturm ist verschindelt. Ein Teil der ursprünglichen Inneneinrichtung aus dem 18. Jahrhundert ist noch vorhanden. Mit Zuschüssen von English Heritage in Höhe von 140.000 Pfund wurden Reparatur- und Konservierungsarbeiten ausgeführt.                                                      | I     |
| St Mary Magdalene                  | Caldecote, Hertfordshire 52° 1′ 49,8″ N, 0° 11′ 56″ W              | Eine steinerne Kiurche mit einem Turm auf der linken Seite | 14. bis 15. Jahrhundert | Die Kirche steht an der Stelle der Wüstung einer mittelalterlichen Ortschaft, die hauptsächlich während des 15. und 16. Jahrhunderts verlassen wurde. Sie wurde im 18. Jahrhundert erneuert, doch wegen des Bevölkerungsrückgangs in der Gegend wurde sie seit 1975 nicht mehr genutzt. Unter der Obhut der Friends of Friendless Churches ist sie seit 1982; ihr Unterhalt wird von den Caldecote Church Friends unterstützt.                                                                                 | II*   |
| Ayshford Chapel                    | Ayshford, Devon 50° 55′ 42,6″ N, 3° 21′ 19,8″ W                    | Hinter einem Wasserlauf und einem Feld ist eine schlichte Kapelle aus Stein mit drei Bogenfenstern und einer Tür zu sehen. Rechts davon befindet sich ein zweistöckiges Haus aus Stein.                                                | 15. Jahrhundert         | Das Bauwerk war die private Kapelle der Familie Ayshford, die auf dem nahegelegenen Ayshford Court lebte. Sie wurde im 19. Jahrhundert erneuert. Die Buntglasfenster und der lachsfarbene Kalkanstrich im Innern der Kirche wurden 2001/2002 aufwendig restauriert. | I     |
| St Mary                            | Eastwell, Kent 51° 11′ 24″ N, 0° 52′ 28,2″ O                       | Auf der linken Seite befindet sich ein Kirchturm, in der Mitte die Ruine einer Mauer und rechts das Ende einer steinernen Kapelle mit einem roten Ziegeldach.                                                                          | 15. Jahrhundert         | Nur der Kirchturm, die Mauern des südlichen Seitenschiffes und die Trauerkapelle aus dem 19. Jahrhundert dieser Kirche sind erhalten. Die Grabplatten, die sich früher in der Kirche befunden haben, wurden weggebracht, und die meisten davon befinden sich im Victoria and Albert Museum. | II    |
| Turm von St Peter’s Church         | Saltfleetby, Lincolnshire 53° 23′ 12,5″ N, 0° 9′ 26,3″ O           | Ein dreistufiger Turm; im unteren Abschnitt ist eine Tür, darüber in der Mitte ein großes Fenster und im oberen Abschnitt befindet sich die Öffnung für die Glocken.                                                                   | spätes 15. Jahrhundert  | Der Kirchturm ist der einzige Teil des Bauwerkes, das von dieser früheren Kirche noch erhalten ist. Er wurde 1976 in die Obhut der Organisation gegeben. | I     |
| St John the Baptist                | Papworth St Agnes, Cambridgeshire 52° 15′ 50″ N, 0° 8′ 29″ W       | Eine steinerne Kirche mit einem massiven Kirchturm auf der linken Seite; das Kirchenschiff hat drei Fenster und der niedrigere Altarraum hat zwei Fenster.                                                                             | 1530                    | Die Kirche wurde im 19. Jahrhundert fast vollständig neugebaut, vermutlich nach einem Entwurf ihres Rektors J. H. Sperling. In den 1970er Jahren wurde das Gebäude weitgehend nicht mehr genutzt und 1979 in die Obhut der Friends übergeben. Die Kirche wurde restauriert und mit Küchen und Toiletten ausgestattet, sodass sie nun als Gemeindezentrum dient. | II*   |
| Tuxlith Chapel                     | Milland, West Sussex 51° 2′ 52,1″ N, 0° 49′ 25,7″ W                | Eine schlichte Kapelle mit einem Glockenstuhl und durchgehender Veranda | 16. Jahrhundert         | Der Kapelle wurde im 17. Jahrhundert eine Galerie hinzugefügt und im folgenden Jahrhundert wurde das Querschiff gebaut. Weil die Bevölkerung zunahm, wurde 1879 in der Nähe eine größere Kirche gebaut, und die Kapelle diente weiterhin, bis in die 1930er Jahre, als Sonntagsschule. Der Zustand des Gebäudes verschlechterte sich von da an und 1974 wurde die Kirche überflüssig. Die Kapelle wurde danach erneuert und dient als Gemeindezentrum, in dem Konzerte und andere Veranstaltungen stattfinden. | II    |
| Turm der Old St Matthew’s Church   | Lightcliffe, West Yorkshire 53° 43′ 28,2″ N, 1° 47′ 22,6″ W        | Ein schlanker steinerner Kirchturm in einem Kirchhof mit zwei Fenstern und einer Uhr, darüber befindet sich eine Kuppel. | 1775                    | Die neoklassizistische Kirche wurde Ende des 19. Jahrhunderts durch eine andere Kirche in der Nähe ersetzt. Sie diente von da an als Trauerkapelle und wurde bei einem Sturm in den 1960er Jahren schwer beschädigt; Vandalismus setzte dem Gebäude weiter zu. Das Kirchenschiff wurde abgebrochen und der Kirchturm der Obhut der Friends übergeben, die dessen Instandsetzung organisierten. | II    |
| Strict and Peculiar Baptist Chapel | Waddesdon, Buckinghamshire 51° 49′ 44″ N, 0° 54′ 30,6″ W           | Eine schlichte Kapelle mit einem Backsteinkamin und rotem Ziegeldach. An der Vorderseite befinden sich zwei Aufschiebefenster und an der Seite befindet sich ein ähnliches Fenster auf höherer Ebene.                                  | 1792                    | Im 19. Jahrhundert wurde die Empore und eine Erweiterung angebaut. Die Kapelle wurde 1976 geschlossen und seitdem führen die Friends Reparaturarbeiten an der Kapelle und den anliegenden Ställen aus. | II    |
| Chapel of St John the Baptist      | Matlock Bath, Derbyshire 53° 7′ 52″ N, 1° 33′ 41,8″ W              | Hinter einer hohen Mauer sind das Ende eine Kapelle mit dreifachem Fenster im Giebel sowie ein kurzer Turm auf der rechten Seite mit pyramidischem Dach zu sehen.                                                                      | 1897                    | Dieses Gebäude war die Privatkapelle von Louisa Sophia Harris, die diese Kapelle im Stil des Arts and Crafts Movement planen, bauen und ausstatten ließ. An dem Bauwerk beteiligt waren Guy Dawber, Louis Davis, George Bankart und John Cooke. | II*   |

### Wales
| Name                             | Ort                                                                | Bild | Zeit                                                 | Anmerkungen | Grade |
| -------------------------------- | ------------------------------------------------------------------ | --- | ---------------------------------------------------- | --- | ----- |
| St Peulan                        | Llanbeulan, Anglesey 53° 15′ 4,7″ N, 4° 26′ 27,2″ W                | Eine Steinkirche mit Schieferdach; auf der rechten Seite befindet sich der Altarraum, links davon das Kirchenschiff und dahinter ein Glockenstuhl.                                                                   | 12. Jahrhundert                                      | Trotz der Erneuerung im 19. Jahrhundert hat die Kirche ihren einfachen mittelalterlichen Charakter erhalten. Sie enthält ein Taufbecken, das womöglich aus der Zeit vor der Normannischen Eroberung Englands stammt. | II*   |
| St Cynhaearn                     | Ystumllyn, Gwynedd 52° 55′ 34,3″ N, 4° 11′ 40,2″ W                 | Eine simple Kirche vom Ende her gesehen mit Glockenstuhl und Querschiffen; im Vordergrund sind Grabsteine zu sehen                                                                                                   | 12. Jahrhundert                                      | Diese Kirche steht etwas isoliert auf einer ehemaligen Insel; ein altertümlicher Damm führt zu ihr. Die Teile des Gebäudes wurden im 12., 16. und 17. Jahrhundert erbaut, während der größte Teil der Innenausstattung im georgianischen Stil im Jahr 1832 eingebaut wurde.                                                                         | II*   |
| St Mary                          | Tal-y-llyn bei Aberffraw, Anglesey 53° 13′ 39,7″ N, 4° 26′ 54,2″ W | Eine steinerne, sehr schlichte Kirche vom westlichen Ende aus gesehen. Die einzigen Baummerkmale sind die kleine Türe mit Rundbogen, der kleine Glockenstuhl sowie ein schmales rechteckiges Fenster.                | 12. Jahrhundert (vermutlich)                         | Diese schlichte mittelalterliche Kirche wurde bisher nicht renoviert. Das Bauwerk stammt vermutlich aus dem 12. sowie dem 16. und 17. Jahrhundert. Der größte Teil der Einrichtung stammt aus dem 18. Jahrhundert, allerdings musste ein Teil davon wegen Vandalismus im 20. Jahrhundert ersetzt werden.                                            | I     |
| St Mary                          | Derwen, Denbighshire 53° 2′ 43,8″ N, 3° 23′ 17,5″ W                | Eine kleine steinerne Kirche mit einem Schieferdach. Ein Gerüst umgibt das westliche Ende mit dem Glockenstuhl. | 13. Jahrhundert                                      | St Mary’s Church enthält Steinmetzarbeiten aus dem Spätmittelalter sowie einen Lettner. Das Bauwerk stammt aus dem 13. Jahrhundert und wurde 1857 erneuert. Im Kirchhof befinden sich ein Kreuz aus der Zeit vor der Reformation und eine Sonnenuhr, die als eigenständige Objekte auf der Statutory List geführt werden.                           | I     |
| St Odoceus                       | Llandawke, Carmarthenshire 51° 46′ 23,5″ N, 4° 29′ 25,4″ W         | Eine steinerne Kirche mit einem Schieferdach. Am im Bild näheren Ende ist der relativ hohe Turm mit pyramidischem Dach, dahinter das Kirchenschiff mit dem Eingang.                                                  | 13. Jahrhundert                                      | Die im 13. Jahrhundert errichtete Kirche wurde im darauffolgenden Jahrhundert umgestaltet und in viktorianischer Zeit erneuert. Als sie im Jahr 2006 von den Friends übernommen wurde, befand sie sich in „einem Stadium der Heruntergekommenheit“; seitdem wurden Instandsetzungens- und Restaurierungsarbeiten durchgeführt.                      | II    |
| St Ellyw                         | Llanelieu, Powys 52° 0′ 0″ N, 3° 11′ 19,3″ W                       | Eine einfache, einstöckige Kirche mit Glockenstuhl und Veranda, aus der Ferne gesehen; Schafe grasen davor. | 13. Jahrhundert                                      | Im Innern der in isolierter Lage in den Brecon Beacons stehenden Kirche ist ein Großteil der mittelalterlichen Innenausstattung erhalten, darunter Wandmalereien und ein Lettner. Das Bauwerk dient als Veranstaltungsort für das jährlich stattfindende Talgarth Festival.                                                                         | I     |
| St Michael and All Angels        | Llanfihangel Rogiet, Monmouthshire 51° 35′ 6″ N, 2° 47′ 8,5″ W     | Eine steinerne Kirche mit einem quadratischen Kirchturm auf der linken Seite, danach das Kirchenschiff und der niedrigere Altarraum. Vor der Kirche befindet sich die Basis eines mittelalterlichen Kreuzes.         | 13. Jahrhundert                                      | Diese Kirche steht in der Nähe einer Gruppe von Bauernhäusern. Nach einer Reihe von Restaurierungsmaßnahmen wird das Gebäude nun vom örtlichen Geschichtsverein verwaltet. | II*   |
| St Brothen                       | Llanfrothen, Gwynedd 52° 57′ 1,1″ N, 4° 3′ 7,6″ W                  | | 13. Jahrhundert                                      | Diese Kirche aus dem 13. Jahrhundert wurde im 15. Jahrhundert mit einem neuen Dach versehen, weitere Ergänzungen wurden im 17. Jahrhundert ausgeführt und im 19. Jahrhundert wurde das Bauwerk erneuert. Im Inneren befindet sich ein Lettner, dessen Holz von Bäumen stammt, die zwischen 1496 und 1506 gefällt wurden.                            | I     |
| Hodgeston Parish Church          | Hodgeston, Pembrokeshire 51° 39′ 30,6″ N, 4° 51′ 1,1″ W            | Eine einfache mit einem hohen, schlanken Turm auf der linken Seite, dann folgt das Kirchenschiff und schließlich der Altarraum mit einer etwas höher liegenden Dachtraufe.                                           | 13. Jahrhundert (vermutlich)                         | Zu Beginn des 19. Jahrhunderts war die Kirche stark verfallen, doch in den 1850er Jahren wurde das Bauwerk erneuert, wobei ein Großteil der Innenausstattung erhalten blieb, etwa das normannische Taufbecken, eine doppelte Piscina und dreifache Sedilien.                                                                                        | II*   |
| Manordeifi Old Church            | Manordeifi, Pembrokeshire 52° 3′ 30,2″ N, 4° 35′ 7,8″ W            | Eine Steinkirche auf einem Friedhof mit Veranda und Glockenstuhl | 13. oder 14. Jahrhundert                             | Die Kirche steht in der Nähe des River Teifi. Nach einer Erneuerung Anfang des 19. Jahrhunderts wurde die Kirche 1899 als Pfarrkirche aufgegeben. Die Organisation kümmert sich seit 2002 um die Kirche. Die Tradition, auf der Empore der Kirche für den Fall eines Hochwassers ein Coracle bereitzuhalten, wird fortgeführt.                      | II*   |
| St Baglan                        | Llanfaglan, Gwynedd 53° 7′ 15,6″ N, 4° 18′ 34,2″ W                 | Am hinteren Ende eines Friedhofs ist eine einfache steinerne Kirche mit einem Glockenstuhl. | 14. Jahrhundert                                      | St Baglan’s steht an einsamer Stelle in einem Feld. Die Kirche entging im 19. Jahrhundert der Restaurierung, sodass die Einrichtung aus dem 18. Jahrhundert erhalten blieb, darunter das Kirchengestühl und die Kanzel. | I     |
| St Beuno                         | Penmorfa, Gwynedd 52° 56′ 24,7″ N, 4° 10′ 19,6″ W                  | Die nördliche Seite einer steinernen Kirche mit Schieferdach in einem Friedhof; es gibt zwei Fenster, eine durchgehende Sakristei und ein Glockenstuhl auf der rechten Seite.                                        | 14. Jahrhundert                                      | Der Altarraum dieser Kirche aus dem 14. Jahrhundert wurde im 15. Jahrhundert angebaut, die Sakristei und die Empore folgten im 18. Jahrhundert. Im Laufe des 19. Jahrhunderts wurde die Kirche dreimal erneuert, ihr mittelalterliches Dach ist jedoch erhalten.                                                                                    | II*   |
| St Mary                          | Llanfair Kilgeddin, Monmouthshire 51° 46′ 23,2″ N, 2° 56′ 5,6″ W   | Eine steinerne Kirche mit Schieferdach und einem Dachfirst aus roten Ziegeln. Am westlichen Ende befindet sich eine Türe mit Fenster und doppeltem Glockenstuhl; an der südlichen Seite erstreckt sich eine Veranda. | Mitte bis Ende des 14. Jahrhunderts (möglicherweise) | Obwohl die Kirche 1875–76 neuaufgebaut wurde, ist ein Großteil ihrer mittelalterlichen Gestalt erhalten, darunter das Taufbecken. Die Wände sind mit Sgraffiti nach Entwürfen von Heywood Sumner im Stil des Arts and Crafts dekoriert. | I     |
| St Afran, St Ieuan and St Sannan | Llantrisant, Anglesey 53° 19′ 39,7″ N, 4° 28′ 47,3″ W              | Eine niedrige T-förmige Kirche mit einem Schieferdach zwischen Grabsteinen hindurch gesehen | spätes 14. Jahrhundert                               | An einsamer Stelle auf einer Farm gelegen, wurde diese Kirche bereits 1899 überflüssig, als mehr im Zentrum der Ortschaft eine neue Kirche gebaut wurde. Um 1970 war die Kirche ohne Dach und lag in Ruinen. Die Kirche wurde 1976–77 repariert und gelangte 2002 in die Pflege der gemeinnützigen Organisation.                                    | II*   |
| St Mary                          | Penllech, Gwynedd 52° 52′ 39″ N, 4° 38′ 47,8″ W                    | Eine schlichte Kirche aus Stein vom östlichen Ende aus gesehen. Das Ostfenster hat zwei Felder und einen leichten Kreuzbogen, am weiter entfernt liegenden Ende ist der Glockenstuhl sichtbar.                       | 15. Jahrhundert (vermutlich)                         | Diese Kirche liegt an einer alten Pilgerroute. Obwohl die Kirche 1840 wesentlich umgebaut wurde, ist im Innern der georgianische Stil erhalten. Die Kirche gehört seit 2009 der gemeinnützigen Organisation. | II*   |
| St David                         | Llangeview, Monmouthshire 51° 42′ 6,1″ N, 2° 52′ 27,1″ W           | Eine kleine steinerne Kirche; hinter dem Altarraum ragt das Kirchenschiff etwas höher auf, am entfernt liegenden Ende befindet sich ein Glockenstuhl.                                                                | spätes 15. Jahrhundert                               | Das Innere der Kirche ist weitgehend unrestauriert und enthält einen Lettner aus dem 15. Jahrhundert mit Hängeboden sowie seltene Kastenbänke aus viktorianischer Zeit. Die Kirche wurde 1999 als überflüssig erklärt. Die Außenseite wurde seitdem ausgebessert.                                                                                   | I     |
| St Figael                        | Llanfigael, Anglesey 53° 18′ 56,9″ N, 4° 30′ 41″ W                 | Eine kleine einfache Steinkirche mit Glockenstuhl in der Nähe des Giebels und einer einfachen Türe neben zwei Fenstern an der Seite                                                                                  | 18. Jahrhundert (vermutlich)                         | Die Kirche wurde 1841 weitgehend neugebaut und der größte Teil der Innenausstattung aus dem 19. Jahrhundert ist erhalten. Im Innern befinden sich drei Taufbecken, deren ältestes aus dem 12. Jahrhundert stammt. Seitdem diese Kirche der gemeinnützigen Organisation gehört, wurde das Dach erneuert und die Fensterrahmen wurden neu eingesetzt. | II    |
| St Andrew                        | Bayvil, Pembrokeshire 52° 1′ 53″ N, 4° 46′ 7,7″ W                  | Eine einfache steinerne Kirche. Sichtbar sind zwei Fenster und ein nach Westen (links) gelegener Glockenstuhl. | frühes 19. Jahrhundert                               | Diese Kirche ist vermutlich der Nachbau einer mittelalterlichen Kirche, der Anfang des 19. Jahrhunderts entstand, seitdem ist der Bau unverändert. Zu seinen Merkmalen im Innern gehören das Kastengestühl, eine dreilagige Kanzel und ein Taufbecken aus dem 12. Jahrhundert.                                                                      | II*   |
| St Mark                          | Brithdir, Gwynedd 52° 44′ 55,3″ N, 3° 49′ 59,5″ W                  | Teil einer steinernen Kirche mit hohem Schieferdach; links befindet sich eine leicht vorspringende Veranda mit hölzernen Türen, auf dem First befindet sich ein Glockenstuhl                                         | 1895–98                                              | Entworfen von Henry Wilson, gilt sie als eine der schönsten Arts-and-Crafts-Kirchen in Wales. Sie wurde zum Gedenken an Rev Charles Tooth, den Gründer der anglikanischen St Mark’s Church in Florenz gestiftet. | I     |
| St Teilo                         | Llandeloy, Pembrokeshire 51° 53′ 51″ N, 5° 6′ 58,3″ W              | Eine einfache steinerne Kirche mit Schieferdach mit einem Glockenstuhl auf dem Giebel. Das Querschiff ist rechts im Bild.                                                                                            | 1926                                                 | Die Kirche wurde aus einer mittelalterlichen Ruine errichtet. John Coates Carter plante sie nach den Grundsätzen des Arts and Crafts Movement. Das Innere wird durch einen geschnitzten Lettner und die gestrichene Lambris dominiert. | II    |

## Belege
Hinweis: Die Website Heritage Gateway wird gemeinsam von einigen Denkmalschutzorganisationen unterhalten, nämlich English Heritage, dem Institute of Historic Building Conservation und The Association of Local Government Archaeological Officers (ALGAO:England).